# アッピニャーノ
アッピニャーノ（伊: Appignano）は、イタリア共和国マルケ州マチェラータ県にある、人口約4,100人の基礎自治体（コムーネ）。

## 地理

### 位置・広がり
マチェラータ県のコムーネ。県都マチェラータから北西へ11kmの距離にある。

#### 隣接コムーネ
隣接するコムーネは以下の通り。括弧内のANはアンコーナ県所属を示す。
- チンゴリ
- フィロットラーノ (AN)
- マチェラータ
- モンテカッシアーノ
- モンテファーノ
- トレイア

### 気候分類・地震分類
アッピニャーノにおけるイタリアの気候分類 (it) および度日は、zona D, 1879 GGである。
また、イタリアの地震リスク階級 (it) では、zona 2 (sismicità media) に分類される。